# 白馬ハイランドスノーパーク
白馬ハイランドスノーパーク（はくばハイランドスノーパーク）は、長野県白馬村に存在したスキー場。スキーブームの頃に呼ばれていた白馬ハイランドスキー場の方が通じることがある。隣接する白馬ハイランドホテルは、かつては一体的に経営されていたが、2007年より別の経営母体が運営しており、スキー場とは無関係となっている。

## 概要
1972年開業。1990年前後のスキーブームの際にはにぎわいをみせ、1992年には年間39,000人もの集客数を誇ったが、地域全体でスキー場が増加したこと、スキーブームも沈静化したことから、徐々に客足が減り始めた。
経営難から1998年春をもってスキー場の閉鎖が決定したが、同年10月に信学会グループが経営に乗り出し白馬ハイランドスノーパークとして営業を再開した。しかしながら経営は好転せず、2007年6月にホテルの経営を分離してスキー場は閉鎖された。同年12月からはAOグループが経営に乗り出すものの、2009年冬には営業が行えない状態となった。2010年秋にはリフトや照明などが全て撤去・解体された。

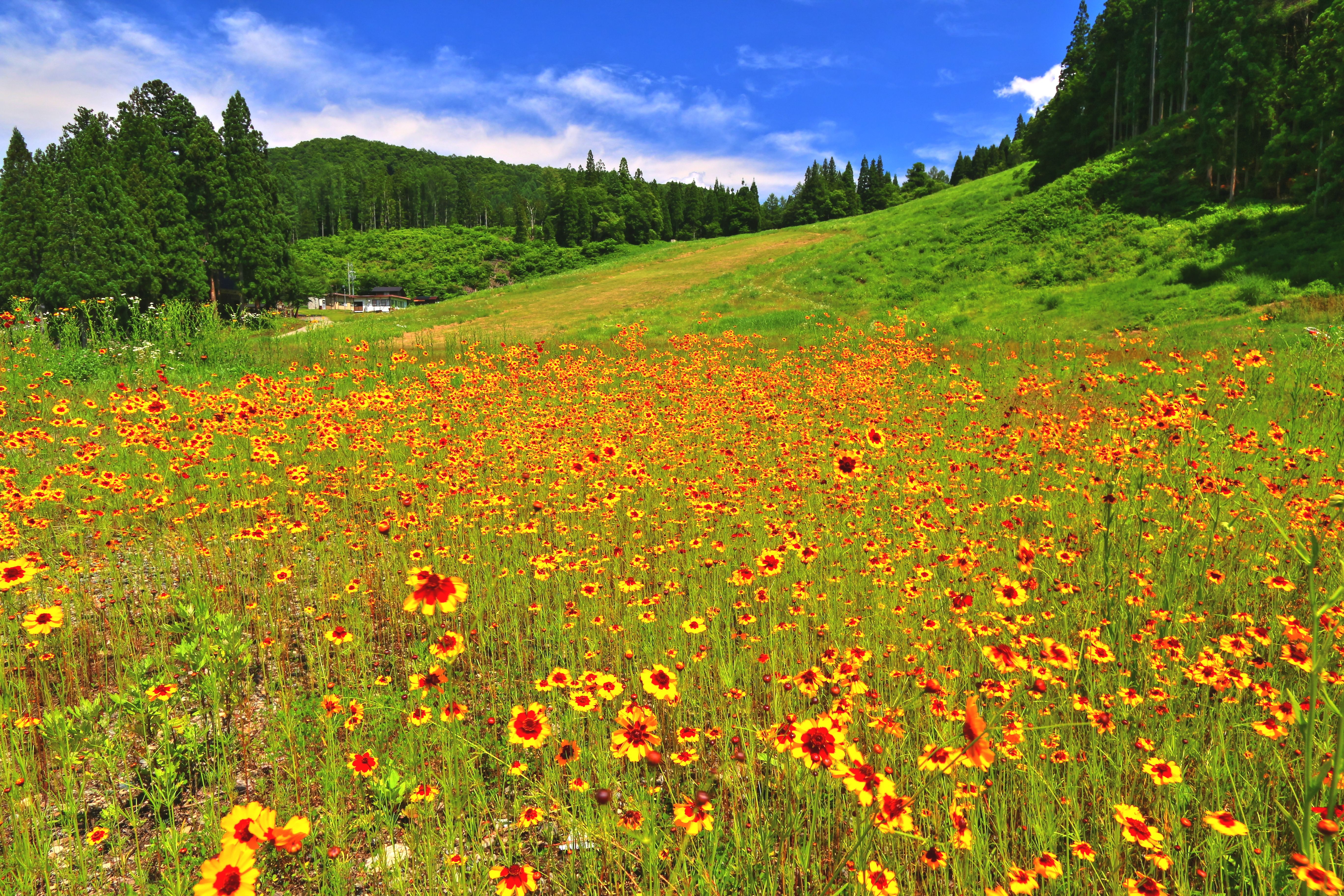
跡地